# Öndörchaan
Öndörchaan (mong. Өндөрхаан) – miasto w Mongolii, stolica administracyjna ajmaku chentejskiego, położone 330 km na wschód od stolicy kraju Ułan Bator. 
W 2010 roku liczyło 17,2 tys. mieszkańców. Dominuje ludność chałchaska. 
Öndörchan jako osada stała powstał nad brzegiem rzeki Kerulen w XVIII w. w momencie, gdy założono tu duży klasztor lamajski oraz zespół pałacowy miejscowego księcia. Klasztor został całkowicie zniszczony przez komunistów w 1937, podobnie jak znaczna część pałacu. W pozostałych budowlach pałacowych obecnie znajduje się muzeum etnograficzne. Oprócz tego w mieście jest też muzeum ajmaku. W 1990 wybudowano nowy klasztor lamajski, na miejscu zniszczonego. W Öndörchanie zachowała się także zabytkowa kamienna figura człowieka wielkości naturalnej. 
W latach 40. XX w. w pobliżu miasta zaczęła działać niewielka odkrywkowa kopalnia węgla brunatnego. W 1961 zbudowano dość duży młyn zbożowy. W mieście znajduje się port lotniczy Öndörchaan.
25 km na zachód od miasta leżą ruiny dwóch dużych miast kitańskich z X–XII w. 13 września 1971 roku w katastrofie lotniczej nad Öndörchaan miał zginąć, według oficjalnej chińskiej wersji wydarzeń, chiński marszałek Lin Biao, w trakcie rzekomej ucieczki do ZSRR.